# Christopher Neumayer
Pour les articles homonymes, voir Neumayer.
Christopher Neumayer, né le 29 avril 1992 à Radstadt, est un skieur alpin autrichien.

## Biographie
Il est actif à partir de la saison 2007-2008.
Après des débuts en 2012, il obtient son premier podium en Coupe d'Europe au super G de Val d'Isère en janvier 2015. 
Il découvre la Coupe du monde le même mois, participant au slalom géant d'Adelboden. Il confirme qu'il est spécialiste des épreuves de vitesse Les années qui suivent, terminant en tête du classement de Coupe d'Europe de descente en 2018. Il avait pourtant souffert de maux de dos persistants en 2017 causés par une spondylolisthésis. Il marque ses premiers points en Coupe du monde l'hiver suivant avec une 27e place à la descente de Beaver Creek.
Son frère Bernard est golfeur et il est en couple avec Fabienne Hartweger, une biathlète.

## Palmarès

### Coupe du monde
- Meilleur classement général : 105e en 2019.
- Meilleur résultat : 11e.

#### Différents classements en Coupe du monde
| Saison/Classement | Général | Général | Descente | Descente | Super G | Super G | Combiné | Combiné |
| Saison/Classement | Class.  | Points  | Class.   | Points   | Class.  | Points  | Class.  | Points  |
| ----------------- | ------- | ------- | -------- | -------- | ------- | ------- | ------- | ------- |
| 2019              | 105e    | 35      | 47e      | 14       | 39e     | 21      | -       | -       |

### Coupe d'Europe
- 5e du classement général en 2019.
- Gagnant du classement de la descente en 2018.
- 4 victoires (2 en super G et 2 en descente).